# Liste historischer Staaten in Ghana
Die Liste historischer Staaten in Ghana umfasst die wichtigsten bekannten staatlichen Gebilde, die in vorkolonialer Zeit auf dem Gebiet des heutigen Ghana bestanden haben. In diesem Gebiet dürften vor Ankunft der Europäer hunderte von Häuptlingstümern und Königreichen bestanden haben. Eine Karte der Goldküste aus dem Jahr 1629 führt allein für die südlichste Landeshälfte 43 verschiedene „Reiche“ auf. und die 1. Fanti-Konföderation des 18. Jahrhunderts umfasste 21 „Staaten“ der Fanti.
Die Liste ist grob geordnet nach sprachlich-kulturellen Kriterien:
 Akan-Staaten im südlichen und zentralen Ghana:
- Adansi
- Agona
- Akyem Abuakwa
- Akyem Kotoku
- Akyem Bosome
- Aschantireich
- Akwamu
- Banda
- Königreich Bono
- Denkyra
- Gonja
- Wassau
- 1. Fanti-Konföderation
- 2. Fanti-Konföderation
- Elmina (Staat)
- Brong-Konföderation
- Königreich Gyaman

 Die Ewe im Südosten:
- Die Ewe organisierten sich in kleineren politischen Einheiten, die nur wenige Ortschaften umfassten. Erwähnenswert ist das Reich der Anlo-Ewe.

 Die Ga im Südosten:
- Königreich Accra
- Godenu

Islamische Reiche des Nordens:
- Gonja
- Dagomba
- Mamprudi
- Zabarima (Emirat)

Weitere Reiche
- Königreich Abutia
- Sefwi (Königreich)